# Cristina Morales

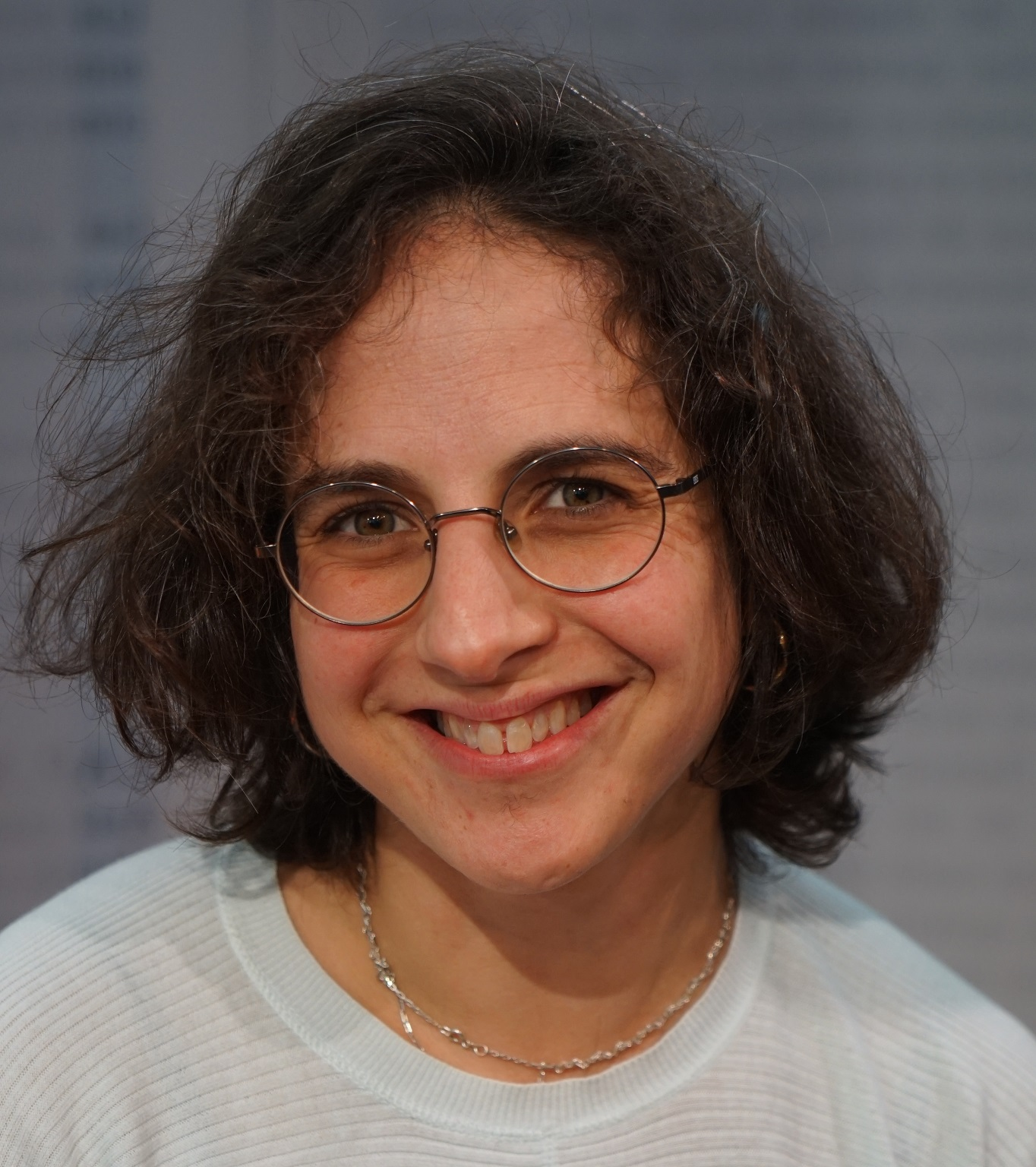
Cristina Morales (2022)

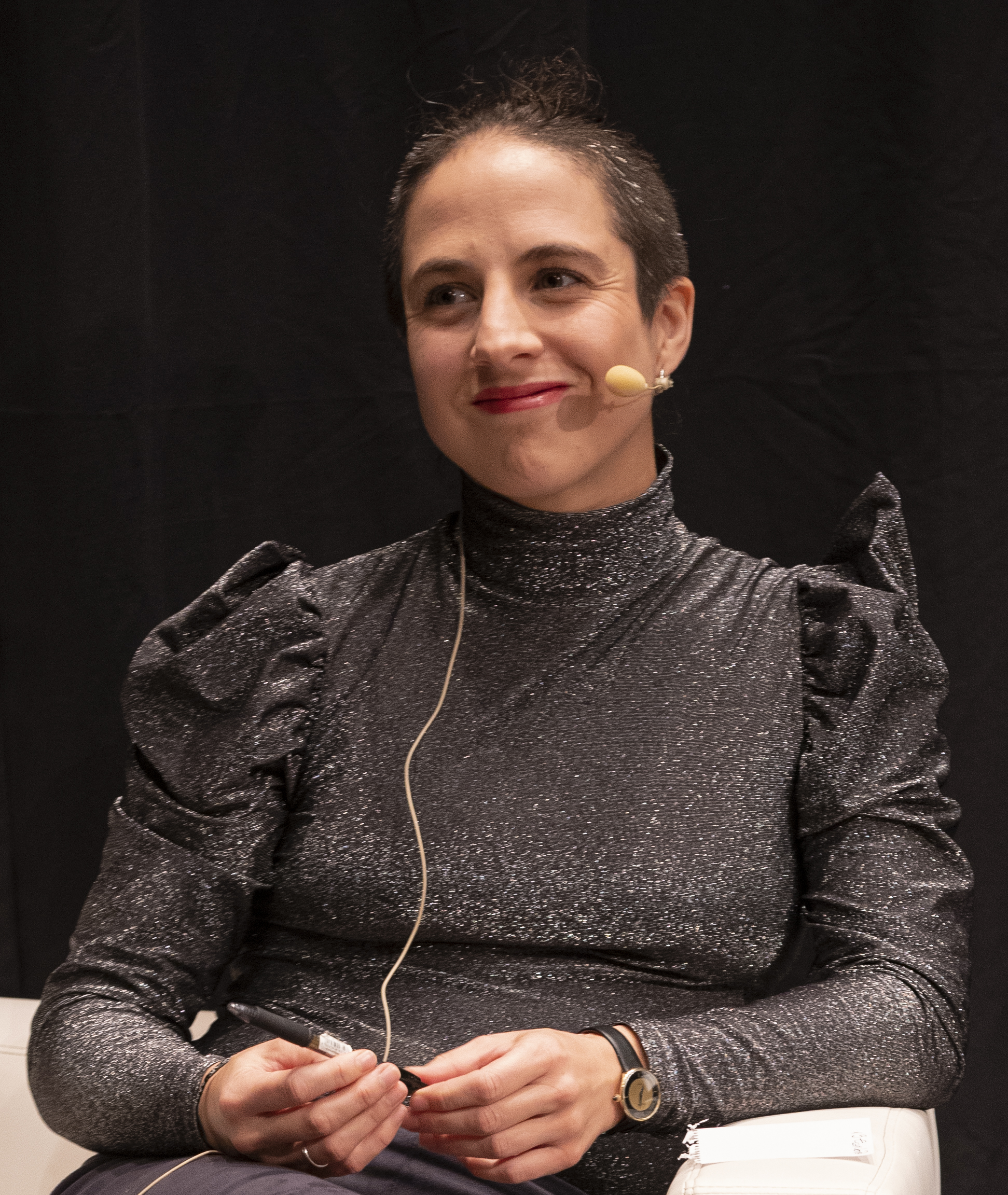
Cristina Morales (2019)

Cristina García Morales (* 1985 in Granada) ist eine spanische Autorin, Dramatikerin und Tänzerin. Für ihren vierten Roman Leichte Sprache (spanisch »Lectura fácil«) erhielt sie zwei der wichtigsten spanischen Literaturpreise.

## Leben und Werk
Cristina Morales studierte an der Universität Granada Rechts- und Politikwissenschaften mit dem Schwerpunkt Internationale Beziehungen. Als Autorin verfasste sie mehrere Romane und Kurzgeschichten, die mit Preisen ausgezeichnet wurden. Als jüngste Autorin erhielt Morales 2019 den Nationalpreis für Erzählung (Premio Nacional de Narrativa). Die Zeitschrift Granta wählte sie 2021 zu einer der besten Nachwuchsautorinnen Spaniens. Stipendien erhielt sie 2007 und 2015 von den Stiftungen Antonio Gala und Han Nefkens sowie zuletzt 2017 das Montserrat-Roig-Schreibstipendium.  
Als Dramatikerin arbeitete Morales für Sol Picó und das Nationaltheater Kataloniens. Sie ist Tänzerin und Choreografin der Tanzkompanie Iniciativa Sexual Femenina, Produzentin der Punkband At-Asko und Mitglied des Kollektivs BachiniBachini.
Morales lebt in Barcelona.

## Auszeichnungen (Auswahl)
- INJUVE-Erzählpreis 2012
- Herralde-Romanpreis für Lectura fácil 2018
- Premio Nacional de Narrativa (Nationalpreis für Erzählung) für Lectura fácil 2019
- Internationaler Literaturpreis – Haus der Kulturen der Welt für Leichte Sprache 2022

## Werke
Morales’ Kurzgeschichten sind in zahlreichen Textsammlungen und Literaturzeitschriften erschienen.

### Romane
- Los combatientes. Madrid 2013; Barcelona 2020.
- Malas palabras. Lumen, Barcelona 2015.
  - Neuauflage als Introducción a Teresa de Jesús. Anagrama, Barcelona 2020.
- Terroristas modernos. Candaya, Barcelona 2017.
- Lectura fácil. Anagrama, Barcelona 2018.
  - Leichte Sprache. (Übersetzt von Friederike von Criegern) Matthes & Seitz, Berlin 2022. ISBN 978-3-7518-0066-2.

### Erzählung
- La merienda de las niñas. 2008.